# Vroom
Pour les articles homonymes, voir Vroom (homonymie).
Vroom est un jeu vidéo de course de Formule 1 créé par Daniel Macré et initialement édité par Pyramide sur Sinclair QL en 1986 sous le nom QL Vroom. Les versions suivantes du jeu ont été développées et éditées par Lankhor. Il est sorti en 1991 sur Atari ST, en 1992 sur Amiga, puis en 1994 sur DOS.
Dès la première version sur Atari ST, deux joueurs pouvaient s'affronter en reliant leurs ordinateurs par un câble null modem. Une version Vroom Multi-Player avec deux joueurs sur le même écran (écran partagé) est sortie en 1993.
Lankhor a également développé en 1993 sur PC et console Mega Drive un jeu basé sur Vroom appelé F1 possédant la licence FOA, et édité par Domark.

## Système de jeu
Le jeu initial comprend six circuits. Le module complémentaire Vroom Data Disk est venu rapidement en ajouter de nouveaux.
Deux modes de jeu sont disponibles. Le premier, « Arcade », propose une conduite largement facilitée et l'objectif est de doubler le maximum de concurrents constituant des obstacles aléatoires sur la piste pour passer au Grand Prix suivant et figurer dans le tableau des meilleurs scores. Le second, « Compétition », est plus exigeant et son objectif est le classement par points au championnat du monde. Chaque Grand Prix est précédé d'un tour de qualification qui détermine la position sur la grille de départ.
Dans Vroom, il est nécessaire de gérer les changements de vitesses et l'usure du moteur ainsi que la consommation de carburant et l'usure des pneus qui peuvent nécessiter des arrêts aux stands.

## Accueil
Vroom a été reconnu pour offrir au joueur une très grande précision dans la conduite, une sensation de vitesse incomparable et une immersion sonore en 3D en tirant le meilleur parti des capacités des ordinateurs de jeu du moment.
L'émission télévisée Micro Kid's s'extasie à plusieurs reprises sur les qualités de Vroom : « Le résultat est à la hauteur des efforts fournis, la maniabilité de la voiture est impressionnante et le pilotage hyper-réaliste! Vroom est probablement aujourd'hui la meilleure simulation de conduite automobile. »
Lors de la sortie de Vroom Multi-Player : « La perfection absolue! Le top du top ! La pole position des simulateurs de F1 ! Votre bon vieux Atari ST a encore de beaux jours devant lui avec Vroom II ! »
Techniquement remarquable pour l’époque, Vroom offrit une seconde jeunesse à l’Atari ST, le titre étant alors exclusivement disponible sur cette machine pour les fêtes de Noël 1991. De plus, plusieurs championnats sur cette machine ont été organisés lors de l’émission télévisée Micro Kid's.
Vroom a reçu le « Tilt d'or 1991 de la Meilleure Simulation sportive », les deux autres nommés étant Lotus Turbo Challenge 2 de Gremlin Graphics Software et MicroProse Golf de MicroProse. Il a également reçu le « Gen4 1991 du Meilleur jeu de course ».

## Équipe de développement
- Programmation : Christian Droin, Guillaume Genty, Jean-Luc Langlois, Daniel Macré
- Graphisme : Stéphane Polard, Dominique Sablons
- Sonorisation : Jean-Luc Langlois
- Musique : André Bescond